# Славевский, Трайко
Трайко Славевский (Славеский) (макед. Трајко Славевски; родился в 1960 году в Охриде, Македония) — македонский политик, министр финансов Республики Македония с 2006 по 2009 год.

## Образование
Трайко Славевский окончил факультет экономики Университета Св. Кирилла и Мефодия в Скопье, затем продолжил стажировку в Калифорнийском государственном университете в Чико, США (1986-1987) и Гарвардском университете (1989-1990). Он получил степень бакалавра в 1983, магистра в 1988 и доктора экономических наук в 1997 году.
Он является автором и соавтором нескольких книг и многочисленных статей в научных журналах и популярной прессе о приватизации, структурной перестройки экономики, экономического роста и развития, экономических и социальных функций государства и т.д.

## Карьера
- В 1999-2000 годах Славевский занимал пост министра развития в правительстве Любчо Георгиевского.
- С ноября 2000 по сентябрь 2002 года он был советником министра финансов Республики Македония и национальным координатором по подготовке Национальной стратегии сокращения бедности.
- С мая 2003 года он является членом исполнительного комитета ВМРО-ДПМНЕ, а с мая 2005 года вице-президентом ВМРО-ДПМНЕ.
- С августа 2006 по июль 2009 года был министром финансов Республики Македония в правительстве Николы Груевского.

## Семья
Трайко Славевский женат и имеет двоих детей.